# 공시송달
공시송달(公示送達, 영어: public notice)은 민사소송법상 송달 방법의 하나이다.

## 민사소송법
당사자의 주소나 거소 기타 송달하여야 할 장소를 알 수 없거나, 외국에서 촉탁송달의 방법에 의할 수 없기 때문에 소송서류를 송달할 수 없는 경우를 가리킨다. 그러므로 법원 사무관이 송달할 서류를 보관하여 두고 송달을 받아야 할 자가 나오면 언제라도 그것을 그 자에게 교부한다는 것을 법원의 게시판에 게시함으로 인해 행하는 송달방법이다. 만약 송달서류를 송달받을 자에게 교부할 수 없는 경우에는 절차를 진행할 수 없기 때문에 교부하는 대신으로 교부의 기회를 주는 것만으로 송달할 것으로 하는 제도이다. 그러므로 다른 송달방법을 취할 수 없는 최후의 방법으로 인정된다.

## 형사소송법
서류의 송달에 관하여 법률에 다른 규정이 없는 때에는 「민사소송법」을 준용한다.
피고인에 대한 공시송달은 피고인의 주거, 사무소, 현재지를 알 수 없는 때에 한하여 이를 할 수 있으므로, 기록상 피고인의 집 전화번호 또는 휴대전화번호 등이 나타나 있는 경우에는 위 전화번호로 연락하여 송달받을 장소를 확인하여 보는 등의 시도롤 해보아야 하고, 그러한 조치를 취하지 아니한 채 이루어진 공시송달은 위법하다.
주민등록표상의 주소가 불명하다는 우편집배원의 송달불능보고서만으로 피고인의 주거를 알 수 없다고 단정하여 한 공시송달 결정은 위법하다.
[2] 재항고인의 이 사건 구제신청에 대한 제1심의 기각결정이 재항고인이 수용되어 있는 병원의 주소지에서 그 병원 직원으로 보이는 자에게 송달된 사안에서, 위법한 행정처분 또는 사인(私人)에 의한 시설에의 수용으로 인하여 부당하게 인신의 자유를 제한당하고 있는 개인의 구제절차를 마련함으로써 헌법이 보장하고 있는 국민의 기본권을 보호하고자 하는 인신보호법의 입법목적에 비추어 살펴보면, 위 송달장소는 재항고인의 근무 장소로 볼 수 없을 뿐 아니라, 위 송달장소를 재항고인의 거소로 보아 그곳에서의 송달이 가능하다고 보더라도 특별한 사정이 없는 한 송달받은 자를 민사소송법 제186조 제1항이 규정한 사무원, 피용자(被用者) 또는 동거인에 해당한다고 단정 할 수도 없으므로, 위 송달이 재항고인에 대한 송달로서 적법하다고 볼 수 없다.

## 이자 발생 시점
공시송달의 경우, 소장부본 송달 효력발생은 공시송달 실시일로부터 14일이 지난 익일이므로 15를 더하고, 소장부본 송달 다음날은 그 익일이므로 16일을 더한 날이다.

## 판례
- 소송의 진행 도중 소송서류의 송달이 불능하게 된 결과 부득이 공시송달의 방법에 의하게 된 경우에는 처음부터 공시송달의 방법에 의한 경우와는 달라서 당사자에게 소송의 진행 상황을 조사할 의무가 있다[6]
- 과세관쳥이 납세의무자인 회사에 대한 납세고지서를 법인등기부상 본점주소지로 송달하였으나 송달불능으로 반송되어 오자 그 당시 대표이사의 법인등기부상 등재된 주소지에는 송달하여 보지도 아니한 채 그 납세고지서를 공시송달 하였다면 위 회사에 대하여 적법한 납세고지서의 송달이 있은 것으로 볼 수 없다[7]

## 형사소송법
형사소송에서의 공시송달은 재판장이 아니라 법원의 명령이 있는 때에 시행하며 법원이 직권으로 한다.

## 같이 보기
- 송달
- 대한민국 형사소송법 제63조 공시송달의 원인
- 대한민국 형사소송법 제64조 공시송달의 방식
- 대한민국 형사소송법 제65조 민사소송법의 준용